# 20 Geminorum
20 Geminorum är en gulvit jätte i stjärnbilden Tvillingarna.
20 Geminorum har visuell magnitud +6,24 och är svagt synlig för blotta ögat vid mycket god seeing. Den befinner sig på ett avstånd av ungefär 260 ljusår.